# Contea di Pomponesco
La Contea di Pomponesco fu feudo dipendente dal Ducato di Mantova, voluto dall'imperatore Rodolfo II d'Asburgo nel 1593 e durò sino al 1670. 

## Storia
Alla morte di Carlo Gonzaga (1555), della linea dei Gonzaga di Sabbioneta e Bozzolo, le terre di Pomponesco vennero assegnate al suo ultimogenito, Giulio Cesare Gonzaga. Giovanissimo venne inviato, come il fratello Ferrante, alla corte imperiale di Massimiliano II e vi rimase sino al 1571, divenendo amico del suo successore Rodolfo II.
Nel 1579 andò a risiedere a Pomponesco, dove cercò di ricreare, grazie all'opera dell'architetto ducale Giovan Battista Bertani, la "città ideale", come fece il cugino Vespasiano con Sabbioneta. Venne edificato il castello a pianta esagonale, che fu demolito agli inizi del XIX secolo. Creò nella cittadina una zecca, che divenne una delle "zecche minori" dei Gonzaga.
Il duca Vincenzo I Gonzaga concesse a Giulio Cesare Gonzaga nel 1593 il titolo di conte di Pomponesco e l'elevazione di questa terra in contea. Nello stesso anno il signore si trasferì nella nuova signoria di Bozzolo e per Pomponesco iniziò il periodo di decadenza. Morto Giulio Cesare Gonzaga nel 1609, gli succedette nei titoli il nipote Scipione, che governò la contea fino a 1670, anno in cui venne annessa al Ducato di Mantova e sino al 1708 alla caduta della casa Gonzaga.

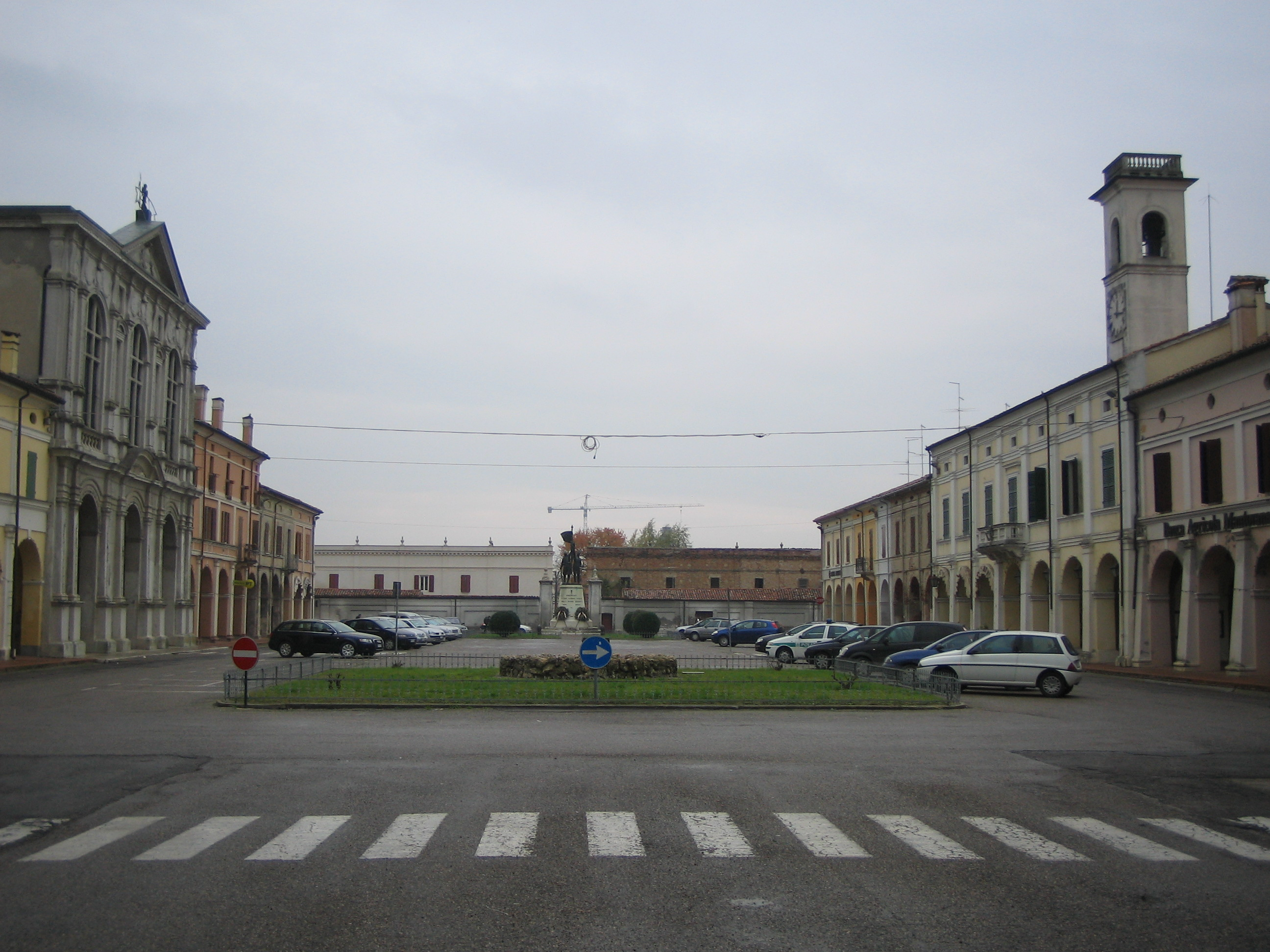
La piazza principale di Pomponesco.

## Stemma
Con diploma imperiale del 1593, l'imperatore Rodolfo II concesse a Giulio Cesare l'utilizzo di un suo stemma che così si blasonò: D'argento, alla croce patente di rosso accantonata da quattro aquile spiegate di nero, linguate di rosso, volte alla destra araldica e coronate d'oro; sul tutto, in cornice d'oro, uno scudo di rosso ad una stella d'argento radiata di 16 raggi (Del Balzo). Lo scudo è accollato a dieci bandiere d'alleanza a due punte ravvolte, inastate su lance con cordelliere e due fiocchi d'oro, bordate di porpora che incorniciano i seguenti stemmi: la prima: d'argento all'aquila spiegata di nero, linguata di rosso, volta alla destra e coronata d'oro; la seconda: di rosso al leone d'argento dalla coda bipartita, armato e lampassato d'oro, coronato e collarinato dello stesso (Boemia); la terza: fasciato d'oro e di nero (Gonzaga); la quarta: all'aquila anzidetta; la quinta: di rosso alla stella d'argento radiata di 16 raggi (Del Balzo); la sesta: all'aquila anzidetta; la settima: d'argento alla croce patente di rosso (Gonzaga); l'ottava: di rosso al leone anzidetto; la nona: all'aquila anzidetta; la decima: fasciata d'oro e di nero. Il tutto sormontato da una corona gemmata d'oro ed otto fioroni in giro.

## Conti di Pomponesco
| 1593-1609 | Giulio Cesare Gonzaga |
| 1609-1670 | Scipione Gonzaga      |

Dal 1670 passò sotto il Ducato di Mantova e sino al 1708, quando venne annessa ai domini asburgici.